# Gervasio Deferr
Gervasio Deferr Ángel (ur. 7 listopada 1980 w Premià de Mar) – hiszpański gimnastyk. Trzykrotny medalista olimpijski.
Specjalizuje się w skoku przez konia i ćwiczeniach wolnych. W tej pierwszej konkurencji jest dwukrotnym mistrzem olimpijskim (2000 i 2004), w drugiej w Pekinie  (2008) zdobył srebrny medal. Stawał na podium mistrzostw świata - srebro w 1999 i 2007 w ćwiczeniach wolnych. Drugi był także podczas mistrzostw rozgrywanych w 2002, jednak później został zdyskwalifikowany  - w jego krwi znaleziono ślady marihuany.

## Starty olimpijskie (medale)
Sydney 2000
- skok -  złoto

Ateny 2004
- skok -  złoto

Pekin 2008
- ćwiczenia wolne -  srebro